# 블리치
《블리치》(영어: BLEACH, 일본어: ブリーチ)는 쿠보 타이토에 의한 일본의 만화이다. 이를 원작으로 한 텔레비전 애니메이션 작품 게임 작품 또한 다루고 있다. 「주간 소년 점프」(슈에이샤)에서 2001년 36·37 합병 호에서 2016년 38호까지 연재되며 완결되었다. 제50회 쇼가쿠칸 만화상 소년부문을 수상했다.

## 개요
이 작품은 묘한 사건으로 악령인 호로의 퇴치자(사신)가 되어버린 고교생, 쿠로사키 이치고와 그 동료들의 활약을 그린 만화이다. 초기의 사신대행편은 에브리데이 매직적 요소도 있었지만, 소울소사이어티편부터는 그 요소가 없어져 배틀 중심의 스토리가 전개되었다. 스토리의 설정이나 복선은 미리 생각해 두었다고 점프 페스타 등에서 작자가 공식적으로 발언한 바 있으나, 실제는 캐릭터를 먼저 만들고, 만화를 그리면서 생각하고 있다.
주요 무대는 도쿄에 있는 가공의 마을 가라쿠라 마을이다. 본 작품의 세계관은 인간이 사는 현세와 천국이나 사후의 세계에 위치하는 소울 소사이어티와 지옥, 악령인 호로가 사는 웨코문드로 구성되어 있으며, 사신이 혼백의 성불이나 호로 퇴치를 하며, 세계의 균등을 유지하는 조정자의 역할을 하고 있다.
타이틀 《BLEACH》는 '표백'이란 의미이며 ‘사신을 연상하는 검은색의 반대인 흰색을 연상시키는 단어를 일부러 골라 검은색을 보다 강조함’이라는 의미로 붙인 것이다. 단행본의 권두나 작중에서 때때로 작자가 만든 시가 사용되고 있다.

## 세계관
현세에서 목숨을 잃은 혼백이 도달하는 장소, 그곳이 소울 소사이어티다. 소울 소사이어티는 죽어서 이 땅으로 인도된 영혼이 처음으로 정착하게 되는 루콘가와 그 중심부에 위치하는 정령정으로 구성되어 있으며 생활양식은 무사들이 활보하던 옛 일본을 방불케 한다. '배도 안 고프고(영력이 없는 자), 몸도 가볍다'는 쿠치키 루키아 말대로 살기 좋은 곳이지만 루콘가 최하층에 위치한 빈민가에서는 많은 사람이 가난과 고통에 시달린다고 한다.
루콘가 동서남북에는 각각 1~80지구가 존재해, 총 320지구에 걸쳐 수많은 영혼들이 살고 있다. 숫자가 높을수록 치안이 좋지 않다. 살아있는 사람이 생활하는 현세와 죽은 영혼이 모여드는 소울 소사이어티, 이 두 세계는 공존하고 있으며, 표리일체의 관계이다. 사별한 가족과 소울 소사이어티에서 재회하는 일은 흔치 않아 대개는 타인들끼리 공동체를 이루어 가족처럼 서로 의지하며 살아간다.
일정기간을 소울 소사이어티에서 보낸 혼백은 현세로 전생하게 된다. 소울 소사이어티에서 태어난 아이는 혼령이 아니라 처음부터 소울소사이어티 소속인 아이가 된다. 쿠치키, 시바, 시호인 같은 귀족 가문은 처음부터 소울 소사이어티에 살고 있는 사람들이다.

## 등장인물
카라쿠라 마을 사람들과 소울 소사이어티 일원들, 그리고 기타 주변 인물들이 주축이 되어 이야기가 진행되며 특히 이치고 일행과 우라하라 상점가 인물들, 그리고 몇몇 사건 관계자들의 비중이 큰 편이다.